# Olivia Ray
Olivia Ray (* 4. Juli 1998 in Auckland) ist eine neuseeländische Radsportlerin.

## Sportlicher Werdegang
2017 wurde Olivia Ray mit Sophie Leigh Bloxham neuseeländische Junioren-Meisterin im Teamsprint. 2018 sowie 2021 errang sie drei Meistertitel in der Elite auf der Bahn. 2021 gewann sie zudem das neuseeländische Eintagesrennen. Im Februar 2022 wurde sie neuseeländische Straßenmeisterin.
Anfang März 2022 wurde Ray von ihrem Team Human Powered Health freigestellt und für Rennen suspendiert, nachdem die USADA begonnen hatte, gegen sie zu ermitteln. Im Juli des Jahres räumte sie in einem Interview mit dem New Zealand Herold ein, dass sie im Jahr zuvor die verbotenen leistungssteigernden Substanzen Clenbuterol und Anavar zu sich genommen zu haben. Ihr damaliger Freund Jackson Huntley Nash, ein US-amerikanischer Radsportler, habe sie dazu überredet. Als Nash eine Ex-Freundin wegen Stalkings anzeigte, stießen die Behörden bei den Ermittlungen auf Hinweise, dass Ray und Nash gedopt haben.
Im September 2022 wurde Olivia Ray wegen der Verwendung von unter anderem Clenbuterol und Oxandrolon von der USADA für zweieinhalb Jahre gesperrt. Jack Huntley Nash wiederum wurde mit einer lebenslangen Sperre belegt, nicht allein wegen Dopings, sondern auch wegen des Missbrauchs von zwei Frauen, die ihn verklagt hatten. Eine Entscheidung darüber, ob Ray ihren Meistertitel behalten wird, steht noch aus (Stand Oktober 2023).

## Erfolge

### Bahn
2017
- Neuseeländische Junioren-Meisterin – Teamsprint (mit Sophie Leigh Bloxham)

2018
- Neuseeländische Meisterin – Keirin, Scratch

2021
- Neuseeländische Meisterin – Scratch

### Straße
2021
- Gravel and Tar la Femme

2022
- Neuseeländische Meisterin – Straßenrennen